# St. Charles (Carolina del Sur)
St. Charles es un lugar designado por el censo ubicado en el condado de Lee en el estado estadounidense de Carolina del Sur. En el Censo de 2020 tenía una población de 114 habitantes y una densidad poblacional de 10,39 habitantes por km². Fue incluido como CDP en el censo de 2020.

## Geografía
St. Charles se encuentra ubicado en las coordenadas 34°4′10″N 80°13′11″O / 34.06944, -80.21972. Según la Oficina del Censo de los Estados Unidos,  tiene una superficie total de 10,97 km², todos correspondientes a tierra firme.